# Eric Singer Project
Eric Singer Project (ESP) är ett amerikanskt hårdrocksband som bildades under 1990-talet av Eric Singer, trummis för band såsom Kiss, Black Sabbath, Lita Ford, Badlands och Alice Cooper, med Bruce Kulick (Kiss, Grand Funk Railroad) på gitarr, John Corabi (Mötley Crüe, Ratt) på gitarr och basgitarr samt Karl Cochran på gitarr och basgitarr. Sången delades mellan Singer, Corabi och Cochran.
ESP har släppt tre album och en DVD. Deras första album var ett coveralbum, betitlat Lost and Spaced. Albumet, som kom 1998, bestod mestadels av studioinspelningar och demos. Året därpå gav de ut sitt andra album, som även det var ett coveralbum, betitlat ESP. Deras tredje album, ESP Live in Japan, släpptes 2007 och är ett livealbum. Chuck Garric ersatte Karl Cochrane som basist på livealbumet. DVD:n fick namnet ESP Live at the Marquee och släpptes 2009.

## Diskografi

### (1998)Lost and Spaced
1. "Set Me Free" (studio) Ursprungligen inspelad av Sweet
2. "Four Day Creep" (studio) Ursprungligen inspelad av Humble Pie
3. "Free Ride" (studio) Ursprungligen inspelad av Edgar Winter Group
4. "Still Alive & Well" (studio) Ursprungligen inspelad av Johnny Winter
5. "Never Before" (studio) Ursprungligen inspelad av Deep Purple
6. "Goin' Blind" (studio) Ursprungligen inspelad av Kiss
7. "Teenage Nervous Breakdown" (studio) Ursprungligen inspelad av Little Feat
8. "Changes" (studio) Ursprungligen inspelad av The Jimi Hendrix Experience
9. "S.O.S. (Too Bad)" (studio) Ursprungligen inspelad av Aerosmith
10. "Foxy Lady" (studio) Ursprungligen inspelad av The Jimi Hendrix Experience
11. "Twenty Flight Rock" (studio) Ursprungligen inspelad av Eddie Cochran
12. "Won't Get Fooled Again" (studio) Ursprungligen inspelad av The Who
13. "Snortin' Whiskey" (demo, studio) Ursprungligen inspelad av Pat Travers
14. "We're An American Band" (demo, studio) Ursprungligen inspelad av Grand Funk Railroad

### (1999)ESP
1. "Teenage Nervous Breakdown"
2. "Four Day Creep"
3. "Free Ride"
4. "Still Alive & Well"
5. "Never Before"
6. "Goin' Blind"
7. "Set Me Free"
8. "Changes"
9. "S.O.S. (Too Bad)"
10. "Foxy Lady"
11. "Twenty Flight Rock"
12. "Won't Get Fooled Again"

### (2007)ESP Live in Japan
1. "Watchin' You" Ursprungligen inspelad av Kiss
2. "Love (I Don't Need It Anymore)"  Ursprungligen inspelad av Union
3. "Unholy"  Ursprungligen inspelad av Kiss
4. "Do Your Own Thing" Ursprungligen inspelad av Union
5. "Domino"  Ursprungligen inspelad av Kiss
6. "Black Diamond" Ursprungligen inspelad av Kiss
7. "Oh! Darling" Ursprungligen inspelad av The Beatles
8. "War Machine" Ursprungligen inspelad av Kiss
9. "School's Out" Ursprungligen inspelad av Alice Cooper
10. "I Love It Loud" Ursprungligen inspelad av Kiss
11. "Power To The Music" Ursprungligen inspelad av Mötley Crüe

### (2009)ESP Live at the Marquee
1. "Do Your Own Thing" Ursprungligen inspelad av Union
2. "Watchin' You" Ursprungligen inspelad av Kiss
3. "Unholy"  Ursprungligen inspelad av Kiss
4. "Love (I Don't Need It Anymore)"  Ursprungligen inspelad av Union
5. "Four Day Creep"  Ursprungligen inspelad av Humble Pie
6. "Nothing to Loose" Ursprungligen inspelad av Kiss
7. "War Machine" Ursprungligen inspelad av Kiss
8. "Jump the Shark" Ursprungligen inspelad av Bruce Kulick
9. "Born to Raise Hell" Ursprungligen inspelad av Motörhead
10. "Free Ride" Ursprungligen inspelad av Edgar Winter Group
11. "Power To The Music" Ursprungligen inspelad av Mötley Crüe
12. "Black Diamond"  Ursprungligen inspelad av Kiss
13. "We're an American Band" Ursprungligen inspelad av Grand Funk Railroad
14. "I love it loud" Ursprungligen inspelad av Kiss
15. "Domino" Ursprungligen inspelad av Kiss
16. "Smoking in the Boys Room" Ursprungligen inspelad av Brownsville Station
17. "Jungle" Ursprungligen inspelad av Kiss